# Индранеил Сенгупта
Индранеил Сенгупта (на бенгалски: ইন্দ্রনীল সেনগুপ্ত; на хинди: इंद्रनील सेनगुप्ता) е индийски и бенгалски актьор и модел.

## Биография
Индранеил Сенгупта е роден на 8 септември 1974 в Асам, Индия. Израства в Калкута. През 2000 г. се премества в Мумбай, за да преследва кариера в моделирането. На 1 март 2008 г. се жени за Barkha Bisht Sengupta, която е негова партньорка. Дъщеря му Мейра е родена през 2011 г.